# Ida Ospelt-Amann
Ida Ospelt-Amann (* 15. Februar 1899 in Vaduz als Ida Amann; † 12. März 1996 ebenda) war eine Vaduzer Mundartdichterin und gilt als eine der wichtigsten liechtensteinischen Mundartdichter. In ihrem dichterischen Werk befasste sie sich vor allem mit dem bäuerlichen Leben, sowie mit ihrem Heimatort Vaduz und dessen Wandel im Laufe der Zeit.

## Biografie
Ida Amann wurde im Februar 1899 als Tochter von Franz Amann und dessen Frau Elisabeth (geb. Burtscher) geboren und wuchs zusammen mit zwei Brüdern, unter anderem Rudolf Amann, und vier Schwestern auf. Von 1905 bis 1911 besuchte sie die Volksschule und von 1911 bis 1913 die Landesschule (die heutige Realschule). Nach Beendigung der Schule ging sie ins Ausland, wo sie eine Wintersaison lang in einem Sanatorium für Tuberkulosekranke in Arosa arbeitete. Danach wurde sie in den Ferienorten Portorož und St. Moritz tätig. Als ihre Eltern 1917 die Gaststätte „Adler“ in Vaduz kauften, arbeitete sie dort zusammen mit ihrer Schwester Emma. Am 14. Juni 1928 heiratete sie den Förster und Jäger Hermann Ospelt.
Die beiden wurden die Wirtsleute der im August 1928 von der Pfälzischen Sektionen des Deutschen und Österreichischen Alpenvereins eröffneten Pfälzerhütte. Dort arbeiteten sie bis zur Saison 1931 und übernahmen nun das Vaduzer Restaurant „Grüneck“ samt angeschlossener Landwirtschaft. 1946 verkauften sie das Grüneck wieder.
Ida Ospelt-Amann hatte nun endlich Zeit sich schriftstellerisch zu betätigen. Dabei verfasste sie ihr gesamtes Werk in der Vaduzer Mundart. 1947/48 las sie erste Gedichte bei den damals beliebten Bauern- und Winzerbällen vor. Im Laufe der Jahre erlangte sie eine gewisse öffentliche Bekanntheit. 1965 veröffentlichte sie ihren ersten Gedichtband S’Loob-Bett, 1975 folgte mit S’ischt Suusersunntig ein zweiter. Des Weiteren hielt sie Lesungen ab und trat im Radio auf. Anlässlich ihres 85. Geburtstages erschien 1984 das Buch Di aalta Räder. Im Jahr 1991 erschien mit Vadoz. Mys Hämatdorf eine Kassette, auf der sie Texte im Vaduzer Mundart vorlas.
Ida Ospelt-Amann starb am 12. März 1996 und wurde auf dem Vaduzer Friedhof beigesetzt. Sie hatte insgesamt sechs Kinder, zwei Söhne und vier Töchter, zu denen auch der Politiker Hilmar Ospelt zählt. Die Kabarettisten Mathias und Ingo Ospelt sind ihre Enkel.

### Ehrungen
Für ihre Verdienste um den Erhalt der Vaduzer Mundart erhielt sie von Vaduz das Goldene Verdienstkreuz und die Ehrenbürgerschaft. Fürst Franz Josef II. verlieh ihr das Ritterkreuz des fürstlich Liechtensteinischen Verdienstordens.

## Veröffentlichungen
- 1965 S’Loob-Bett
- 1975 S’ischt Suusersunntig
- 1984 Di aalta Räder